# Стефанија Михајловић
Стефанија Михајловић (Брза Паланка, 1919 — Стеванске ливаде, Сиколе, 1941) била је члан штаба Крајинског партизанског одреда.

## Биографија
Рођена је 1919. у Брзој Паланци у сиромашној породици. Основну школу завршила је у родном месту са одличним успехом. Школовање је наставила у неготинској гимназији, где је била међу најбољим ученицима, а посебан углед стиче радом у ђачким организацијама.
После завршене гимназије одлази у Београд на студије технике. Брзо постаје члан СКОЈ−евске организације Техничког факултета.
Једна од првих акција у којој учествује 1939. је одбрана Техничког факултета од групе љотићеваца, која је потпомогнута полицијом, наоружена камама, револверима и гвозденим полугама желела да се физички обрачуна са студентима који су се борили за аутономију Универзитета. Следе акције помоћи студентима на Правном факултету, у Студентском дому и низ сукоба са полицијом и љотићевцима.

## Политички рад
Почетком 1940. по задатку КПЈ долази на рад у Неготинску крајину, где постаје најближи сарадник Љубе Нешића, који у Неготину формира прве скојевске активе.
Непосредно пре рата, почетком 1941. основано је у Неготину Среско партијско руководство у које је ушла Стефанија Михајловић, али и учитељ Миомир Радосављевић Пики и студент Сретен Вучковић, секретар Среског руководства.
Стефанија организује радничку и сеоску омладину, преноси илегалне комунистичке материјале, обилази активе у Кладову и Неготину, одлази на састанке Окружног комитета СКОЈ−а у Зајечар.

## Погибија
Почетком јула 1941. почеле су и припреме за дизање устанка у којима, такође, учествује Стефанија. Већ 1. августа основан је Крајински партизански одред који је током августа организовао неколико успешних акција и нападе на железничке станице Рајац, Тамнич и Брусник, као и на жандармеријску станицу у Салашу. Стефанија је у одреду члан штаба и референт за санитетска питања.
Четници војводе Анђелка Адамовића извршили су контраофанзиву 29. септембра 1941. године и напали штаб Крајинског партизанског одреда на Стеванским ливадама код Сикола, опколивши партизане са три стране.
Чувајући и штитећи повлачење одреда погинули су Стефанија Михајловић, Љубомир Љуба Нешић, командир одреда, Радомир Недељковић Раде из Неготина, Боривоје Радојевић из Салаша, Ага Рогожинаревић из Неготина, Миливоје Миловановић из Брусника, Владимир Златојевић из Копривнице, Воја Миленковић из Брусника, Душан Иконић и Синиша Голубовић из Копривнице.
Њена смрт је одјекнула у целој Крајини, а окупатор није успео да спречи величанствену сахрану у њеној Брзој Паланци.
Именом ове храбре девојке названа је основна школа у родном селу.